# قرار مجلس الأمن التابع للأمم المتحدة رقم 439
قرار مجلس الأمن التابع للأمم المتحدة رقم 439، الذي اعتمد في 13 نوفمبر 1978، بعد أن ذكر بالقرارات 385 (1976)، 431 (1978)، 432 (1978) و435 (1978)، أدان المجلس قرار جنوب أفريقيا المضي قدماً من جانب واحد إجراء انتخابات في ناميبيا بما يخالف القرارات السابقة. واعتبر المجلس هذا تحدياً واضحاً لسلطة الأمم المتحدة.
وتابع القرار إن نتائج الانتخابات التي أجريت في جنوب غرب إفريقيا ستعلن باطلة ولاغية ولن تعترف بها الأمم المتحدة أو أي من الدول الأعضاء فيها. وطالب المجلس جنوب أفريقيا بالتعاون معه، وإذا لم يكن الأمر كذلك، فسينظر في اتخاذ مزيد من الإجراءات بموجب الفصل السابع من ميثاق الأمم المتحدة لضمان امتثال جنوب أفريقيا لمجلس الأمن. كما طلب القرار من الأمين العام تقديم تقرير عن التقدم المحرز في تنفيذ القرار بحلول 25 نوفمبر 1978.
تم تمرير القرار بأغلبية 10 أصوات، بينما امتنعت كندا وفرنسا وألمانيا الغربية والمملكة المتحدة والولايات المتحدة عن التصويت.